# Furstbiskopsdömet Liège
För andra betydelser, se Liège (olika betydelser).
Furstbiskopdömet Liège  är en tidigare stat i det Tysk-romerska riket vilken styrdes av biskopen av Liège, sedan trettonhundratalet som riksfurste. Det var kortfattat en republik 1789-1791 och annekterades av Frankrike 1795. 1815 blev dess tidigare territorium en del av Kungariket Förenade Nederländerna och 1830 av Belgien.

## Territorium
Furstbiskopdömets territorium omfattade större delen av de nuvarande belgiska länen Liège och Limburg samt några exklaver i nuvarande Belgien och Nederländerna. Furstbiskopdömet tillhörde sedan 1500 den Westfaliska rikskretsen. Furstbiskopens andliga jurisdiktion, Liège stift, var till 1559 större än furstbiskopdömet.

## Utrikespolitiska förhållanden
Furstbiskopdömet tillhörde aldrig De sjutton provinserna eller Spanska och Österrikiska Nederländerna, men var från femtonhundratalet politiskt starkt influerat av hertigarna av Burgund och senare av Habsburgarna. Staden Maastricht styrdes gemensamt av furstbiskopen och hertigen av Brabant, senare Republiken Förenade Nederländerna.

## Inre struktur
Biskopen valdes av domkapitlet men kunde inte tillträda som riksfurste utan kejsarens investitur. Domkapitlet intog en självständig position gentemot biskopen och fick ställning som landsstånd. Även adeln och städerna var ständer. Landsständerna deltog sedan 1270 i alla viktiga politiska beslut, framförallt rörande skatter. Ständerförfattningen avskaffades dock till sin huvuddel 1649. Från domslut kunde vädjas till rikskammarrätten och rikshovrådet i Wien. Från 1717 kunde dock rikslagstiftningen inte ligga till grund för avgöranden om den stred mot de lagar, förordningar eller sedvanerättsliga förhållanden som var gällande i furstbiskopdömet.